# 太湖宿松戰鬥
太湖宿松戰鬥發生於1938年7月24日－8月28日，地點則是在中國皖西一帶。是抗日戰爭主要戰鬥之一，交戰一方為守軍之國民革命軍，另一方則為日軍。